# Thomas Orde-Lees
Thomas Hans Orde-Lees (Poroszország, Aachen, 1877. május 23. – Új-Zéland, Wellington, 1958. december 1.) Ernest Shackleton birodalmi transzantarktiszi expedíciójának a tagja, ezenkívül ő az ejtőernyőzés egyik úttörője valamint a nem japán nemzetiségűek között az egyik első volt, aki télen megmászta a Fudzsit.

## Ifjúkora
Orde-Lees szülei vakációja alatt született Aachenben (amely akkor Poroszországhoz tartozott), házasságon kívül egy volt ügyvéd, Thomas Orde Hastings Lees és Ada Mary Pattenden, egy lelkész lányának kapcsolatából. Az anyát Thomas bátyjának aacheni házába küldték a szülés idejére.
A család jómódú volt, Orde-Lees apja és annak felesége számos szolgától körülvéve éltek, és a feleség beleegyezett, hogy Thomast is ott neveljék. Orde-Lees a Marlborough College-ba járt, majd a Királyi Haditengerészeti Akadémián, Gosportban végzett, és tanult a Sandhursti Királyi Katonai Akadémián is. A Királyi Tengerészgyalogsághoz lépett be, és alezredesi rangig jutott. 1900-ban Kínába küldték a bokszerlázadás idején.

## Birodalmi transzantarktiszi expedíció
1910-ben Orde-Lees jelentkezett Scott Terra Nova expedíciójába, de elutasították. Amikor 4 évvel később Shackleton tagokat toborzott az expedíciójához, úgy döntött, szüksége van egy emberre a Haditengerészettől is, hogy annak segítségével szerezzen politikai és katonai támogatást. Orde-Lees mint sí- és motorszakértő felvételt nyert a tagok közé, és miután Churchill is megadta az engedélyt, hogy elhagyja a katonai szolgálatot, Orde-Lees lett az expedíció raktárosa.
Az expedíció többi tagja között Orde-Lees nem örvendett nagy népszerűségnek, főleg lustasága miatt. Kiváló raktáros volt azonban, és nagy rajongója a testedzésnek, az útra is magával vitte a kerékpárját, és miután az Endurance belefagyott a Weddell-tenger jegébe, biciklitúrákat tett a jégen. Egy ilyen útja során majdnem bajba került, mivel megtámadta egy leopárdfóka, és ki kellett menteni. Shackleton ezután eltiltotta a kerékpározástól.
Miután a hajót összetörte a jég, gyalog kellett az útjukat folytatni, de a jégtáblák olvadása miatt arra kényszerültek, hogy a magukkal hozott mentőcsónakokon folytassák az utat. Orde-Lees a Dudley Dockernek nevezett csónakba került, amelynek Frank Worsley volt a parancsnoka. A hatnapos csónakút során mindenkinek ki kellett volna vennie a részét az evezésből, de Orde-Lees ehelyett bebújt a hálózsákjába, és nem mozdult onnan, kivéve egy alkalmat, amikor a csónak annyira megtelt vízzel, hogy annak kimeregetésében még ő is részt kellett vegyen.
Az Elefánt-szigeten való kikötésük után Shackleton 5 másik társukkal csónakon elhajózott a Déli-Georgia szigetre, hogy segítséget hozzon. Orde-Lees 22 társával a szigeten várta be a mentőcsapatot, amely 4 és fél hónap múlva érkezett meg. Az expedícióban való részvétele miatt Orde-Lees is megkapta a Polar Medal kitüntetés ezüst fokozatát.

## Az expedíció után

### Ejtőernyőzés
Az expedícióról való hazatérésük után Orde-Lees az első világháború nyugati frontjára került a léggömbös egységhez. Később Shackleton segítségével a repülőkhöz került, ahol lelkes szószólója lett az ejtőernyőzésnek. Még a Tower-híd tetejéről is beleugrott ejtőernyővel a Temzébe, hogy bebizonyítsa az ernyők hatékonyságát. Ennek eredményeképpen a hadseregben külön ejtőernyős csapat létesült, s ennek ő lett a vezetője. A háború után azonban leszerelt, valószínűleg amiatt, mert hadbíróság elé akarták állítani azért, mert nők számára is szervezett ejtőernyős tanfolyamokat, a Daily Mail napilap szponzorálásával. Japánba költözött, ahol ejtőernyőzést tanított a Japán Légi Véderőnek.

### A Fuji
Japánban az ejtőernyőzésen kívül azzal foglalkozott, hogy telente megmászta a Fudzsit. Ez először 1922. február 12-én sikerült neki.
Miután befejezte ejtőernyős-oktatói pályáját, Tokióban telepedett le, ahol a The Times levelezője lett. Miután első felesége meghalt, újranősült, egy japán nőt vett feleségül, Hiszakó Hoját. Több mint 20 évig élt Japánban, angol nyelvórákat adott, és angol nyelvű híreket olvasott be a japán rádióban.

### Új-Zéland
Amikor Japán 1941-ben belépett a második világháborúba, Orde-Leesnek és családjának megengedték, hogy elhagyja az országot, ekkor Új-Zélandra költöztek, Wellingtonba. Egy iskolában vállalt állást, bár szóbeszéd terjedt el arról, hogy valójában a brit kormánynak kémkedik. A háború után egy gyerekek utaztatásáról szóló rovata volt a Southern Cross Newspapernél, és segített megszervezni a Vivian Fuchs és Edmund Hillary által szervezett nemzetközösségi transzantarktiszi expedíciót, mely ugyanazt tűzte ki célul, mint annak idején Shackleton: gyalogszerrel átkelni az Antarktiszon.
1958. december 1-jén halt meg, a wellingtoni Karori temetőben nyugszik, nem messze egy másik expedíciós társától, Harry McNishtől.

## Fordítás
- Ez a szócikk részben vagy egészben  a   Thomas Orde-Lees című angol Wikipédia-szócikk ezen változatának fordításán alapul.  Az eredeti cikk szerkesztőit annak laptörténete sorolja fel. Ez a jelzés csupán a megfogalmazás eredetét és a szerzői jogokat jelzi, nem szolgál a cikkben szereplő információk forrásmegjelöléseként.